# 莫拉桑 (約羅省)
莫拉桑（西班牙語：Morazán），是洪都拉斯的城鎮，位於該國北部，由約羅省負責管轄，始建於1887年，面積518.3平方公里，海拔高度191米，2001年人口32,592，人口密度每平方公里62.88人。
15°19′N 87°36′W / 15.317°N 87.600°W